# 포스파티딜세린
포스파티딜세린(phosphatidylserine, 약칭 Ptd-L-Ser 또는 PS)은 인지질이며 세포막을 구성하는 막지질이다. 특히 세포자멸사와 관련하여 세포주기 신호 전달에서 중요한 역할을 한다. 포스파티딜세린은 세포자멸사를 분자 모방하면서 바이러스가 세포로 들어가는 주요 경로이다. 포스파티딜세린이 막의 바깥쪽 면에 노출되면 해당 세포는 세포자멸사를 통해 파괴되며, 이때 포스파티딜세린은 파괴될 세포를 표시하는 역할을 한다.

## 구조
포스파티딜세린은 인지질(보다 구체적으로는 글리세로인지질)로, 글리세롤의 첫 번째, 두 번째 탄소에 에스터 결합으로 부착된 두 개의 지방산과 글리세롤의 세 번째 탄소에 포스포다이에스터 결합을 통해 부착된 세린으로 구성된다.
식물에서 추출한 포스파티딜세린은 동물에서 추출한 것과 지방산 조성이 다르다. 일반적으로 생체막의 안쪽(세포질 방향)에서 발견된다.

## 생체 내 역할
포스파티딜세린(PS)은 인간 대뇌 피질 인지질의 13-15%를 차지하는 주요 산성 인지질 종류이다. 원형질막에서 PS는 몇 가지 주요 신호 전달 경로의 활성화에 필요한 단백질 도킹 부위의 일부를 형성하는 세포질 소엽에서만 나타난다. PS가 관여하는 신호 전달 경로에는 신경 세포의 생존, 신경돌기 성장, 시냅스 생성을 자극하는 것으로 알려진 Akt, 단백질인산화효소 C(PKC), Raf-1 신호 전달 경로가 있다. 신경 세포의 원형질막에서 PS 농도의 조절은 이러한 신호 전달 과정에 상당한 영향을 미친다.

## 생합성

포스파티딜세린의 생합성

포스파티딜세린은 세린의 하이드록실 작용기가 사이티딘 일인산(CMP)에 친핵성 공격을 가해 치환되어, 대장균과 같은 세균에서 형성된다. CMP는 PS 합성효소에 의해 CDP-다이애실글리세롤로부터 형성된다. 포스파티딜세린은 결국 PS 다이카르복실레이스에 의해 포스파티딜에탄올아민이 될 수 있으며, 이때 부산물로 이산화 탄소를 형성한다. 세균과 비슷하게 효모도 동일한 경로에서 포스파티딜세린을 합성할 수 있다.
포유류에서 포스파티딜세린은 위의 과정 대신 소포체에서 두 개의 Ca2+ 의존성 교환 반응 중 하나를 통해 포스파티딜에탄올아민이나 포스파티딜콜린에서 파생된다. 두 반응 모두 세린이 필요하지만 생성물은 각각 에탄올아민과 콜린이다. 이 과정들은 포스파티딜세린 합성효소 1(PSS1) 또는 2(PSS2)에 의해 촉진된다. 반대로, 포스파티딜세린에서 포스파티딜에탄올아민이나 포스파티딜콜린을 합성할 수도 있다. 그러나 동물에서 포스파티딜세린을 통해 포스파티딜콜린을 합성하는 경로는 간에서만 일어난다.

## 식품원
일반적인 서양 식단에서 하루 평균 포스파티딜세린 섭취량은 130mg으로 추정된다. 포스파티딜세린은 고기와 생선에서 발견될 수 있다. 흰콩이나 대두, 콩의 레시틴을 제외하고는 유제품과 채소에서는 소량만 발견된다. 포스파티딜세린은 콩 레시틴에서 총 인지질의 약 3%를 차지한다.
표 1. 다양한 식품의 포스파티딜세린 함량.
| 음식                         | 함량 (mg/100g) |
| ---------------------------- | -------------- |
| 소의 뇌                      | 713            |
| 대서양고등어                 | 480            |
| 닭 심장                      | 414            |
| 대서양청어                   | 360            |
| 장어                         | 335            |
| 내장 (평균값)                | 305            |
| 돼지의 비장                  | 239            |
| 돼지의 콩팥                  | 218            |
| 다랑어                       | 194            |
| 뼈가 없는 껍질이 있는 닭다리 | 134            |
| 닭의 간                      | 123            |
| 흰 콩                        | 107            |
| 조개                         | 87             |
| 껍질이 있는 닭가슴살         | 85             |
| 숭어                         | 76             |
| 송아지 고기                  | 72             |
| 쇠고기                       | 69             |
| 돼지고기                     | 57             |
| 돼지의 간                    | 50             |
| 피부나 뼈가 없는 칠면조 다리 | 50             |
| 피부 없는 칠면조 가슴살      | 45             |
| 가재                         | 40             |
| 오징어                       | 31             |
| 대서양대구                   | 28             |
| 멸치                         | 25             |
| 통 보리                      | 20             |
| 유럽 대구 (헤이크)           | 17             |
| 정어리                       | 16             |
| 송어                         | 14             |
| 현미                         | 3              |
| 당근                         | 2              |
| 양의 젖                      | 2              |
| 소의 우유 (전유, 3.5% 지방)  | 1              |
| 감자                         | 1              |

## 보충

### 건강 관련 주장
유럽 식품안전청(European Food Safety Authority)의 패널은 포스파티딜세린 섭취와 노인의 기억 및 인지 기능, 정신 건강과 인지 기능, 스트레스 감소 및 기억 기능 향상 사이에 인과 관계를 세울 수 없다고 결론지었다. 소의 뇌 피질과 콩의 포스파티딜세린은 다른 물질이고, 따라서 다른 생물학적 활성을 가질 수 있다. 따라서 서로 다른 식품의 포스파티딜세린을 사용한 연구 결과를 일반화할 수는 없다.

#### 인지 기능
2003년 5월 FDA는 포스파티딜세린에 'qualified health claim'(건강강조표시) 상태를 부여했으며, "포스파티딜세린 섭취는 노인의 치매 및 인지 기능 장애의 위험을 감소시킬 수 있다"라는 표시를 허용하고 "매우 제한적이고 예비적인 과학적 연구가 포스파티딜세린이 노인의 인지 기능 장애의 위험을 감소시킬 수 있음을 시사한다."라는 조항을 뒤에 달았다. FDA에 따르면 포스파티딜세린과 인지 기능 사이에 관계가 있다는 자격 있는 전문가들 사이의 과학적 동의는 아직 부족하다.
보다 최근의 검토에서는 그 기전은 아직 불분명하지만 포스파티딜세린 섭취와 인지 기능 장애 감소 사이의 관계가 더 강할 수 있다고 제안했다. 3건의 임상 시험에 대한 2020년 검토에 따르면 포스파티딜세린은 경도 인지 장애가 있는 노인의 인지 기능을 향상시키는 데 효과적일 가능성이 있다. 일부 연구에서는 포스파티딜세린이 식물 또는 동물에서 유래했는지 여부가 중요할 수 있다고 제안했으며, 위의 FDA의 성명은 특히 대두에서 나온 제품에 적용된다.

### 안전성
처음에는 포스파티딜세린 보충제가 소 피질에서 만들어졌다. 그러나 소해면상뇌병증(속칭 광우병)과 같은 전염병의 잠재적인 전파 위험 때문에 대두 유래 보충제가 대안이 되었다. 2002년 작성된 안전성 보고서는 노인이 총 200mg을 하루 3회 복용하면 안전하다고 결론을 냈다. 대두 제품의 안전성에 대한 우려가 지속되고 있으며 일부 포스파티딜세린 제조업체는 원료 생산 시 대두 레시틴 대신 해바라기 레시틴을 사용한다.